# Güzelyurt (Turkse stad)
Güzelyurt is een plaats in de Turkse provincie Aksaray. Het ligt 45 km van de stad Aksaray. Volgens de bevolkingstelling van 2000 heeft het stadje 3775 inwoners.

## Plaats
Güzelyurt ligt in een vallei met woningen uit de prehistorie. Het silhouet van de berg Hasan torent boven de stad uit. De in de vallei gelegen ondergrondse steden, de in de rotsen uitgehouwen gebouwen, de interessante architectuur, de kerken, kapellen en moskeeën geven de bezoekers een gevoel van een historische continuïteit.
Güzelyurt is een populaire toeristische bestemming met een gastvrije bevolking, ruime verblijfmogelijkheden en tal van restaurants. Het gebied rond Evren bij het Hirfanlı-Dam-meer, heeft een aantal visrestaurants, een strand en goede zwemmogelijkheden.

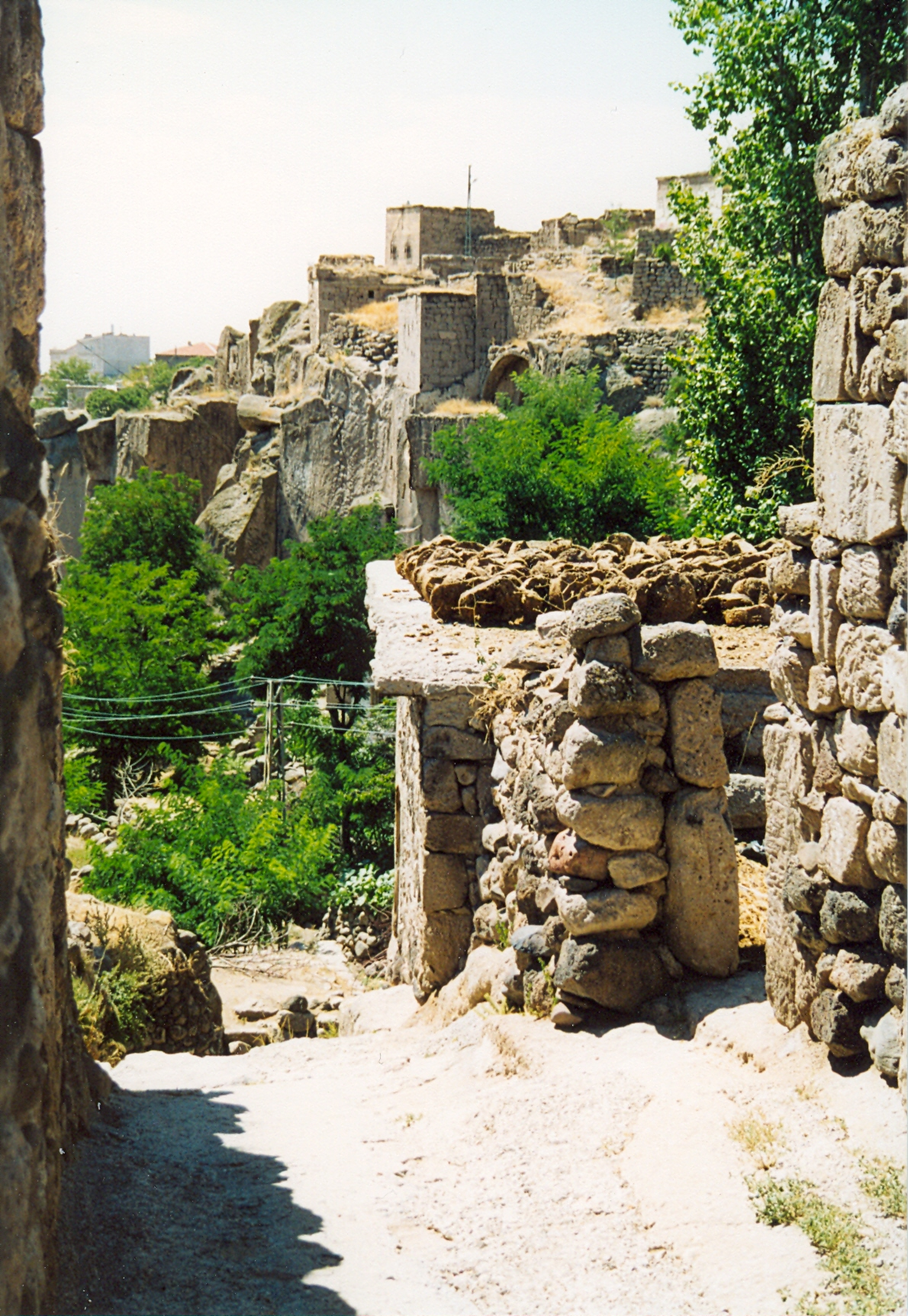
Een straat in Güzelyurt

## Voetnoten
1. ↑  Kerngegevens voor de stedelijke gebieden van Turkije, Turks Statistisch Instituut (taal: Turks, formaat: XLS)

- Library of Congress Control Number: n85260440
- Nationale Bibliotheek van Israël: 987007564883805171
- Virtual International Authority File: 151342255